# Joël de Jong
Joël de Jong (Sneek, 17 gennaio 2002) è un atleta paralimpico olandese specializzato nei 100 metri piani e nel salto in lungo e classificato T63.

## Biografia
Inizia a praticare l'atletica leggera nel 2016 e nel 2018 rappresenta i Paesi Bassi ai campionati europei paralimpici di Berlino, dove conquista la medaglia d'oro nei 100 metri piani T63. Nel 2021 torna a gareggiare ai campionati europei paralimpici di Bydgoszcz, classificandosi quarto nei 100 metri piani T46 e secondo nel salto in lungo T63. Lo stesso anno prende parte a Giochi paralimpici di Tokyo, dove si classifica ottavo nei 100 metri piani T63 e sesto nel salto in lungo T63.
Nel 2023 è medaglia d'oro nei 100 metri piani T63 ai campionati mondiali paralimpici di Parigi, dove conquista anche la medaglia di bronzo nel salto in lungo T63. All'edizione della rassegna iridata di Kobe 2024 è invece medaglia di bronzo nei 100 metri piani T63 e medaglia d'argento nel salto in lungo T63. Nel luglio dello stesso anno, nel corso di una gara a Leverkusen fa registrare il record mondiale del salto in lungo T63 con la misura di 7,67 m.
Il 31 agosto 2024 conquista la medaglia d'oro nel salto in lungo T63 alle Paralimpiadi di Parigi, migliorando peraltro di un centimetro il suo record del mondo portandolo a 7,68 metri.

## Record nazionali
- Salto in lungo T63: 7,68 m  ( Parigi, 30 agosto 2024)

## Palmarès
| Anno | Manifestazione                  | Sede      | Evento             | Risultato | Prestazione | Note                                     |
| ---- | ------------------------------- | --------- | ------------------ | --------- | ----------- | ---------------------------------------- |
| 2018 | Campionati europei paralimpici  | Berlino   | 100 m piani T63    | Bronzo    | 14"17       |                                          |
| 2021 | Campionati europei paralimpici  | Bydgoszcz | 100 m piani T63    | 4º        | 12"69       | Miglior prestazione personale            |
| 2021 | Campionati europei paralimpici  | Bydgoszcz | Salto in lungo T63 | Argento   | 6,63 m      | Miglior prestazione personale            |
| 2021 | Giochi paralimpici              | Tokyo     | 100 m piani T63    | 8º        | 12"90       |                                          |
| 2021 | Giochi paralimpici              | Tokyo     | Salto in lungo T63 | 6º        | 6,41 m      |                                          |
| 2023 | Campionati mondiali paralimpici | Parigi    | 100 m piani T63    | Oro       | 12"09       | Record dei campionati                    |
| 2023 | Campionati mondiali paralimpici | Parigi    | Salto in lungo T63 | Bronzo    | 6,92 m      |                                          |
| 2024 | Campionati mondiali paralimpici | Kōbe      | 100 m piani T63    | Bronzo    | 12"19       | Miglior prestazione personale stagionale |
| 2024 | Campionati mondiali paralimpici | Kōbe      | Salto in lungo T63 | Argento   | 7,04 m      | Miglior prestazione personale            |
| 2024 | Giochi paralimpici              | Parigi    | Salto in lungo T63 | Oro       | 7,68 m      | Record mondiale                          |